# Martina Calcio 1947
Il Martina Calcio 1947 S.S.D., meglio noto come Martina, è una società calcistica italiana della città di Martina Franca. Milita in Serie D, la quarta divisione del campionato italiano.
Fondata nel 1947 come Associazione Calcio Martina ha militato in Serie C1 dal 2002-2003 al 2007-2008 quando, a causa del fallimento, venne radiata dalla Federazione.
Nel 2008 la FIGC ha ammesso in Prima Categoria la Gioventù Martina poi ridenominata A.S.D. Martina. Nel 2012 ritornò tra i professionisti in Lega Pro Seconda Divisione compiendo quattro salti di categoria consecutivi.
Nel 2016, in seguito alla mancata iscrizione al campionato, la squadra è stata sciolta dalla FIGC. Successivamente viene fondata l'A.S.D. Martina Calcio 1947, iscritta in Prima Categoria.

## Storia

### 1947-2008: A.S. Martina e A.C. Martina
L'Associazione Sportiva Martina è stata fondata il 5 gennaio 1947 da Giuseppe Domenico Tursi, pioniere del calcio martinese che realizzò il campo sportivo e a cui fu successivamente intitolato, di cui fu lui il primo allenatore e dirigente grazie all'aiuto di personaggi come l'avvocato Giovanni Serio, l'allora sindaco Motolese e Pierino Marinosci. Il 24 novembre i biancazzurri giocarono la partita d'esordio contro il Grottaglie, terminando con il risultato di 1-1 e primo gol segnato nella storia del Martina da Campobasso al 44' del primo tempo su calcio di rigore.
Dopo aver partecipato a diversi tornei cittadini, nel 1947-1948 disputò il campionato regionale di Prima Divisione. I colori sociali della nuova squadra furono il bianco e l'azzurro e come simbolo fu scelto un cavallo rampante. Dopo numerosi anni nelle categorie regionali, nel 1970 la squadra del presidente Benito Semeraro conquistò la prima promozione tra i professionisti, concludendo al primo posto il campionato di Serie D. Protagonisti della stagione Biagio Catalano nel ruolo di allenatore-giocatore, il portiere De Iaco che conquistò il record italiano di imbattibilità (691 minuti) e subì solo 8 reti e cominciò a mettersi in mostra Mario Laudisa, detentore del record di presenze con la maglia biancoazzurra con ben 426 presenze.
Nella stagione successiva il Martina giunse undicesimo in classifica ma già nel 1972 arrivò la retrocessione. Dopo alcune stagioni in Serie D seguì una brusca discesa, in Promozione nel 1974-1975 e un rapido ritorno in Serie D.
Nella stagione 1979-1980 il Martina riconquistò nuovamente la Serie C2 a seguito dello spareggio giocato a Nocera Inferiore contro la Pro Vasto e vinto ai rigori per 4-3 dopo lo 0-0 dei supplementari. Il campionato di Serie C2 1985-1986 si concluse con la promozione in Serie C1 vincendo le prime sei partite di fila e ottenendo la promozione con cinque giornate di anticipo, dopo il nono posto dell'anno precedente ove la squadra fu iscritta all'ultimo momento al campionato e affidata ad Ambrogio Pelagalli.
La permanenza in Serie C1 durò un solo anno e la squadra allenata da Ambrogio Pelagalli iniziò un nuovo ciclo discendente seguito da quattro anni di Serie C2 e dalla retrocessione nel Campionato Interregionale al termine del campionato di Serie C2 1990-1991, poi, nella stagione 1994-1995 giunge una nuova retrocessione in Eccellenza.
Nel 1996 ci fu l'immediato ritorno in Serie D dove il Martina si assestò stabilmente per circa un lustro ove due anni dopo la società nel 1998 assunse il nome di Associazione Calcio Martina 1947.
Nell'ottobre 1998, la squadra martinese venne rilevata da una nuova cordata societaria guidata da Gianfranco Giovanni Chiarelli e facente riferimento a Lino Cassano. Dopo due campionati di Serie D dalle alterne fortune, nel 2000-2001 il Martina allenato da Luigi Boccolini vinse il campionato con 85 punti davanti al Frosinone con 81, ove fra i protagonisti della promozione si segnalano Prisciandaro, Mitri, Ancora, Carnevale, Dell'Oglio.
L'anno seguente il Martina si ripeté, e dopo 15 anni, Martina Franca riconquistò la Serie C1. Anche nella nuova categoria i biancoazzurri furono protagonisti sfiorando la promozione in Serie B, fermati solo dal Pescara nella finale play-off.
Nel 2006-2007 i biancazzurri giocarono una gara di Coppa Italia contro la Juventus, quell'anno retrocessa in Serie B dopo lo scandalo Calciopoli ove al primo turno finì 3-0 per la compagine bianconera.
Dopo la retrocessione in Serie C2, al termine della stagione di Serie C1 2007-2008, il Martina non si iscrisse al campionato per assenza dei requisiti economici cui seguì la morte del vicepresidente e principale azionista Lino Cassano.

### 2008-2016: A.S.D. Martina e A.S. Martina Franca 1947
Nel 2008 il sodalizio martinese rinacque ripartendo dalla Prima Categoria Pugliese prima come Associazione Sportiva Dilettantistica Gioventù Martina grazie ad alcuni imprenditori, capitanati da Nicola Basta prima e dall'avvocato Donato Muschio, successivamente, come Associazione Sportiva Dilettantistica Martina.
Il Martina nella stagione 2009-2010 vinse il campionato di Promozione ai play-off e venne promossa in Eccellenza. Nell'anno successivo, la società dell'Ostuni, militante in Serie D, propose al Martina uno scambio dei titoli sportivi che gli avrebbe permesso una doppia promozione, ma dopo un primo interesse iniziale la società decise di rinunciare partecipando all'Eccellenza Puglia.
Nella stagione di Eccellenza Puglia 2010-2011 dopo una lunga lotta con l'Audace Cerignola, conclusasi solo ai tempi supplementari dello spareggio promozione il Martina venne promosso in Serie D.
Con la vittoria del campionato di Serie D 2011-2012 battendo per 2-1 all'ultima giornata la diretta rivale Sarnese, il Martina nel giro di quattro anni tornò in Lega Pro Seconda Divisione.
Il 21 giugno 2012 venne cambiata la denominazione in Associazione Sportiva Martina Franca 1947 iscritta al girone B della Lega Pro Seconda Divisione ove nella stagione 2012-2013 i biancazzurri partirono bene, chiudendo il girone d'andata in lotta per la zona play-off, successivamente, dopo un girone di ritorno altalenante, nel quale non vinse nessuna partita in casa, la squadra conquistò comunque la salvezza all'ultima giornata, dopo il pareggio interno col Borgo a Buggiano (2-2).
Nella stagione successiva in Lega Pro Seconda Divisione, i biancazzurri concludono in tredicesima posizione, venendo retrocessi sul campo in Serie D, poi, il 1º agosto 2014 vengono ripescati nella nuova Lega Pro unica a completamento organici.
Nel giugno 2016, il club non riesce a raccogliere i fondi necessari per l'iscrizione al campionato di Lega Pro e ne viene escluso dalla competizione.

### 2016: A.S.D. Martina Calcio 1947
Dopo il fallimento del precedente sodalizio, il 30 agosto 2016 viene fondata, grazie all'azione propulsiva di un gruppo di tifosi facenti capo al Gruppo Kompatto, l'Associazione Sportiva Dilettantistica Martina Calcio 1947. Presidente del nuovo sodalizio è l'imprenditore Piero Lacarbonara. Il 9 settembre 2016 viene ufficializzata la partecipazione al campionato regionale di Prima Categoria. La società affida la guida tecnica al mister Gidiuli e costruisce subito una compagine composta anche da tanti calciatori martinesi con l'obiettivo dichiarato di vincere al primo colpo. Tra i colpi più importanti Sergio De Tommaso, protagonista del ritorno in Serie D di qualche anno prima. Il campionato parte subito con una sconfitta in trasferta, a Ginosa, ma subito dopo la squadra inizia a macinare vittorie rendendosi protagonista di un duello a distanza con la Vigor Moles, vinto alla fine dalla compagine itriana, la quale chiude il campionato con 66 punti (contro i 65 della Vigor Moles) frutto di 22 vittorie 0 pareggi e 2 sconfitte, 83 gol fatti e solo 12 subiti. Giuseppe Birtolo si laurea anche capocannoniere del campionato con 22 gol.
La stagione successiva vede il Martina inserito nel girone A di Promozione con squadre del centro-nord della regione; la squadra termina il campionato in quinta posizione, non disputando comunque i play-off a causa della differenza di punti, superiore a sette, dalla seconda classificata.
La stagione 2018-2019 vede di nuovo la squadra partecipare al girone A di Promozione. La società in estate opera un profondo rinnovamento, affidando l'incarico di allenatore a Giacomo Marasciulo. Il campionato viene concluso al secondo posto alle spalle del San Marco in Lamis. L'ampio margine dalla quinta classificata (23 punti), garantisce l'approdo diretto in finale play-off. L'avversario è l'Audace Barletta, in una partita secca. Il Martina vince per due a zero e conquista la promozione in Eccellenza.
Nel mese di novembre 2019 il presidente Piero Lacarbonara rassegna le sue dimissioni. Nel mese successivo, nonostante una raccolta fondi ad hoc intrapresa dalla tifoseria, il titolo sportivo viene formalmente consegnato al comune e le società interrompe le attività, a causa di problemi economici.
Dopo anni di risalita il Martina nel 2022 torna in serie D ottenendo un ottavo posto nella stagione 2022-2023 e partecipando nel 2023-2024 ai pla-yoff per accedere alla Serie C, perdendo la finale con il Nardò.

## Colori e simboli

### Colori
I colori della maglia del Martina Calcio sono l'azzurro e il bianco.

### Simboli ufficiali

#### Stemma
Lo stemma del Martina è composto da un cavallo rampante e come sfondo la Basilica di San Martino e i portici di Martina Franca.

#### Inno
L'inno della squadra si intitola Martina Alè, cantato da Nadia Marangi.

## Strutture

### Stadio
L'impianto da gioco del Martina è lo stadio Giuseppe Domenico Tursi. Il campo di gioco su cui insiste lo stadio di Martina Franca pare fosse di proprietà della famiglia Aquaro che lo donò al Comune nel 1947. Al momento dell'inaugurazione, l'impianto era dotato semplicemente di una tribuna naturale.
Nel 1964 fu costruita la prima tribuna in metallo per 800 spettatori, ricostruita in cemento armato nel 1986 in occasione della prima promozione in Serie C1 della compagine biancazzurra. La curva nord, in metallo, fu costruita nel 2001 poco prima della seconda promozione in Serie C1 mentre il settore ospiti ha assunto la conformazione definitiva con l'ampliamento del 2004.
Lo stadio fu intitolato a Giuseppe Domenico Tursi, allenatore, magazziniere e massaggiatore del Martina, oltre che custode dello stadio, nel novembre 1986..
L'impianto dispone di una capienza effettiva di 6 000 posti a sedere, ridotta però a 4 000.
Nella stagione 2016-2017 il Martina disputa le prime partite di campionato presso lo stadio Pergolo, a causa dell'inagibilità del Tursi. A stagione in corso, ultimati i lavori, il Martina torna a disputare le partite nel nello stadio Tursi.

### Centro di allenamento
La sede degli allenamenti del Martina è lo stadio Giuseppe Domenico Tursi.

## Società

### Organigramma societario
Di seguito sono riportati i membri dell'organigramma del Martina Franca.
- Piero Lacarbonara - Presidente
- Luciano Soldano - Presidente
- Nico Raguso - Vicepresidente
- Alessio Carrieri - Team manager
- Giuseppe Romanelli - Responsabile logistica
- Emanuele Santoruvo - Segretario organizzativo
- Emma Soldano - Responsabile Marketing
- Tonino Basta - Dirigente accompagnatore ufficiale
- Nicola Vasco - Responsabile settore giovanile
- Donatella Giglio - Responsabile comunicazione
- Giuseppe Dellisanti - Addetto stampa
- Martino Tagliente - Responsabile merchandising

### Sponsor
| Cronologia degli sponsor tecnici - 2011-2022 Joma - 2022-2024 Devis - 2024- Mizuno |

## Diffusione nella cultura di massa
Nel gennaio del 2017 il Martina ha apposto sulle proprie maglie da gioco la copertina del romanzo Candore dello scrittore tifoso Mario Desiati, nativo di Locorotondo ma cresciuto a Martina Franca. È il primo caso in cui un libro funge da sponsor ad una squadra di calcio.

## Allenatori e presidenti
Di seguito sono riportati gli elenchi degli allenatori e presidenti del Martina Franca.
- 1947-1948  Roberto Di Mitri
- 1948-1949  Roberto Di Mitri (1ª-18ª)
 Lorenzo Paradiso (Fase finale)
- 1949-1951  Lorenzo Paradiso
- 1951-1952  Adolfo Bolognini
- 1952-1953  Lorenzo Paradiso (1ª-12ª)
 Pietro Magni (13ª-30ª)
- 1953-1954  Filippo Calabrese (1ª-9ª)
 Francesco Jusco (10ª-30ª)
- 1954-1955  Francesco Jusco (1ª-9ª)
 Gino D'Arcangelo (10ª-28ª)
- 1955-1956  Adolfo Bolognini (1ª-10ª)
 Antonio Accardo (11ª-32ª)
- 1956-1957  Bruno Ziz
- 1957-1958  Mario Sandron
- 1958-1961  Pietro Castignani
- 1961-1962  Pietro Castignani (1ª-24ª)
 Mario Sandron (25ª-34ª)
- 1962-1964  Antonio Accardo
- 1964-1966  Mario Sandron
- 1966-1967  Mario Sandron (1ª-14ª)
 Giacomo Blason (15ª-34ª)
- 1967-1968  Giacomo Blason
- 1968-1969  Francesco Pellegrini
- 1969-1971  Biagio Catalano
- 1971-1972  Giovanni Mialich (1ª-7ª)
 Francesco Pellegrini (8ª-22ª)
 Mario Laudisa (23ª-38ª)
- 1972-1973  Biagio Catalano
- 1973-1974  Biagio Catalano (1ª-18ª) 
 Riccardo Carapellese (19ª-34ª)
- 1974-1976  Francesco Pellegrini
- 1976-1977  Alfredo Ciannameo
- 1977-1978  Maurizio Pantini (1ª-13ª)
 Giovanni Bonanno (14ª-27ª)
 Vincenzo Di Gregorio (28ª-34ª)
- 1978-1979  Francesco Pellegrini
- 1979-1980  Mario Laudisa e  Fulvio Lanzillotti (1ª-5ª)
 Luciano Pirazzini (6ª-34ª e spareggio)
- 1980-1982  Luciano Pirazzini
- 1982-1983  Mario Russo
- 1983-1984  Angelo Mammì (1ª-18ª)
 Vincenzo Di Gregorio (19ª)
 Emilio Zanotti (20ª-34ª)
- 1984-1985  Angelo Carrano (1ª-26ª)
 Mario Laudisa e  Dino Orlando (27ª-34ª)
- 1985-1987  Ambrogio Pelagalli
- 1987-1988  Luigi Boccolini (1ª-28ª)
 Vincenzo Di Gregorio (29ª-34ª)
- 1988-1989  Bruno Pinna
- 1989-1990  Bruno Pinna (1ª-18ª)
 Eugenio Fantini (19ª-34ª)
- 1990-1991  Luciano Aristei (1ª-14ª)
 Antonio Tripepi (15ª-16ª)
 Luciano Aristei (17ª-34ª)
- 1991-1992  Vincenzo Di Gregorio (1ª-2ª)
 Dino Orlando (3ª-20ª)
 Vincenzo Di Gregorio (21ª-34ª)
- 1992-1993  Pasquale Sabia (1ª-14ª)
 Manuel Marini (15ª-16ª)
 Pantaleo De Gennaro (17ª-23ª)
 Giacomo Pettinicchio (24ª-34ª)
- 1993-1994  Vito Sgobba
- 1994-1995  Antonio Tripepi (1ª-6ª)
 Arcangelo Conserva (7ª-11ª)
 Giuseppe Palumbo (12ª-34ª)
- 1995-1996  Vito Totaro (1ª-7ª)
 Fernando Argentieri (8ª-9ª)
 Cosimo Presicci (10ª-26ª)
 Fernando Argentieri (27ª-30ª)
- 1996-1997  Giuseppe Palumbo (1ª-19ª)
 Arcangelo Conserva (20ª-23ª)
 Antonio La Palma (24ª-34ª)
- 1997-1998  Antonio La Palma (1ª-6ª)
 Dino Orlando (7ª-36ª)
- 1998-1999  Arcangelo Conserva (1ª-4ª)
 Carmine Pugliese (5ª-14ª)
 Roberto Sorrentino (15ª-34ª)
- 1999-2000  Vito Sgobba (1ª-7ª)
 Luigi Boccolini (8ª-34ª)
- 2000-2001  Luigi Boccolini
- 2001-2002  Roberto Chiancone
- 2002-2003  Vincenzo Patania
- 2003-2004  Gaetano Auteri
- 2004-2005  Roberto Chiancone (1ª-12ª)
 Sauro Trillini (13ª-34ª)
- 2005-2006  Sauro Trillini (1ª-13ª)
 Giovanni Simonelli (14ª-34ª)
- 2006-2007  Roberto Rizzo (1ª-8ª)
 Andrea Pensabene (9ª-26ª)
 Fabio Brini (27ª-34ª e play-out)
- 2007-2008  Maurizio Pellegrino (1ª-8ª)
 Andrea Camplone (9ª-24ª)
 Carlo Florimbi (25ª-34ª)
- 2008-2009  Ambrogio Lella
- 2009-2010  Armando Santostasi (1ª-8ª)
 Antonio Ciraci (9ª-30ª e play-off)
- 2010-2011  Antonio Ciraci (1ª-19ª)
 Cosimo Francioso (20ª-34ª e spareggio)
- 2011-2012  Francesco Bitetto
- 2012-2013  Salvatore Ciullo (lug.-ago.)
 Giuseppe Di Meo (1ª-21ª)
 Francesco Bitetto (22ª-34ª)
- 2013-2014  Riccardo Bocchini (1ª-18ª)
 Tommaso Napoli (19ª-34ª)
- 2014-2015  Salvatore Ciullo (1ª-32ª)
 Eduardo Imbimbo (33ª-38ª)
- 2015-2016  Pasquale Salerno (lug.-ago.)
 Giuseppe Incocciati (1ª-19ª)
 Marco Cari (20ª-23ª)
 Daniele Franceschini (24ª-34ª e play-out)
- 2016-2017  Giuseppe Gidiuli
- 2017-2018  Giuseppe Gidiuli (1ª-5ª)
 Vito Sgobba (6ª-21ª)
 Sergio De Tommaso e  Andrea Gaveglia (22ª-30ª)
- 2018-2019  Giacomo Marasciulo
- 2019-2020  Giacomo Marasciulo (1ª-15ª)
 Antonio Caroli (16ª-25ª)
- 2020-2025  Massimo Pizzulli
- 2025-  Giuseppe Laterza

- 1947-1952  Giovanni Serio[8]
- 1952-1953  Pasquale Carenza
- 1953-1954  Domenico Dilonardo
- 1954-1964  Angelo Pizzigallo
- 1964-1974  Benito Semeraro
- 1974-1980  Vito Torrente
- 1980-1986  Franco Marangi
- 1986-1991  Giuseppe Dell'Erba
- 1991-1998  Giustino Caroli
- 1998-2008  Gianfranco Chiarelli
- 2008-2009  Nicola Basta
- 2009-2015  Donato Muschio Schiavone[22]
- 2015-2016  Massimiliano Lippolis
 Luca Tilia[23]
- 2016-  Piero Lacarbonara

## Palmarès

### Competizioni interregionali
- Serie C2: 1

2001-2002 (girone C)
- Serie D: 3

1969-1970 (girone H), 2000-2001 (girone H), 2011-2012 (girone H)

### Competizioni regionali
- Prima Divisione: 1

1948-1949 (girone B)
- Eccellenza: 3

1995-1996, 2010-2011, 2021-2022 (girone B)
- Promozione: 1

1974-1975 (girone B)
- Prima Categoria: 2

1965-1966 (girone B), 2016-2017 (girone B)

## Statistiche e record

### Partecipazione ai campionati
| Livello | Categoria                                     | Partecipazioni | Debutto   | Ultima stagione | Totale |
| ------- | --------------------------------------------- | -------------- | --------- | --------------- | ------ |
| 3º      | Serie C                                       | 2              | 1970-1971 | 1971-1972       | 11     |
| 3º      | Serie C1                                      | 7              | 1986-1987 | 2007-2008       | 11     |
| 3º      | Lega Pro                                      | 2              | 2014-2015 | 2015-2016       | 11     |
| 4º      | Promozione                                    | 3              | 1949-1950 | 1951-1952       | 33     |
| 4º      | Campionato Interregionale                     | 1              | 1958-1959 | 1958-1959       | 33     |
| 4º      | Serie D                                       | 16             | 1959-1960 | 2025-2026       | 33     |
| 4º      | Serie C2                                      | 11             | 1980-1981 | 2001-2002       | 33     |
| 4º      | Lega Pro Seconda Divisione                    | 2              | 2012-2013 | 2013-2014       | 33     |
| 5º      | Campionato Interregionale - Seconda Categoria | 1              | 1957-1958 | 1957-1958       | 12     |
| 5º      | Serie D                                       | 4              | 1978-1979 | 2011-2012       | 12     |
| 5º      | Campionato Interregionale                     | 1              | 1991-1992 | 1991-1992       | 12     |
| 5º      | Campionato Nazionale Dilettanti               | 6              | 1992-1993 | 1998-1999       | 12     |

### Partecipazione alle coppe
| Competizione                    | Partecipazioni | Debutto   | Ultima stagione | Totale |
| ------------------------------- | -------------- | --------- | --------------- | ------ |
| Coppa Italia                    | 3              | 2003-2004 | 2006-2007       | 3      |
| Coppa Italia Semiprofessionisti | 1              | 1980-1981 | 1980-1981       | 22     |
| Coppa Italia Serie C            | 17             | 1981-1982 | 2007-2008       | 22     |
| Coppa Italia Lega Pro           | 4              | 2012-2013 | 2015-2016       | 22     |
| Coppa Italia Serie D            | 7              | 1999-2000 | 2025-2026       | 7      |
| Poule Scudetto                  | 2              | 2000-2001 | 2011-2012       | 2      |

### Statistiche di squadra
Il Martina ha disputato 55 campionati di livello nazionale. Le partecipazioni ai campionati regionali sono invece 23. Mentre le partecipazioni alle coppe nazionali sono 33.

### Statistiche individuali
Il record di presenze con la maglia del Martina è detenuto da Mario Laudisa con 426 presenze. Nella stagione 1969-1970 il portiere del Martina Antonio De Iaco, stabilì il record italiano di imbattibilità con 691 minuti e solo 8 reti subite.

## Tifoseria

### Storia
Il principale raggruppamento ultras della squadra è rappresentato dai ragazzi della Curva Nord e dal gruppo Estremo Sostegno 2009.

### Gemellaggi e rivalità
La tifoseria del Martina sostiene due gemellaggi. Il principale lega gli ultras biancoazzurri a quelli granata del Nardò. Quello con gli ultras del Teramo è più che altro una sentita amicizia. Inoltre c'è un'amicizia anche con gli ultras del Bari, della Fidelis Andria e del Barletta .
La rivalità più sentita si ha nei confronti della tifoseria del Fasano, più precisamente nei confronti del gruppo degli Allentati. Ci furono scontri anche nelle partite di calcio a 5, pallamano e pallacanestro. Altra importante rivalità è con la tifoseria del Monopoli e con gli ultras del Taranto esiste una rivalità molto sentita, tuttavia sono numerosi i derby in cui le due tifoserie si sono scontrate. Altre rivalità in campo regionale si hanno nei confronti di Manfredonia, Locorotondo, Francavilla  e Grottaglie, tutte amiche dei fasanesi e nei confronti della curva nord del Lecce. Rivalità degne di nota si hanno anche con i supporters di Frosinone, sorta intorno agli anni novanta, e Gallipoli.